# Amphilochus spencebatei
Amphilochus spencebatei is een vlokreeftensoort uit de familie van de Amphilochidae. De wetenschappelijke naam van de soort is voor het eerst geldig gepubliceerd in 1876 door Stebbing.